# Немачка на Дечјој песми Евровизије
Немачка је дебитовала на Дечјој песми Евровизије 2020. године која се одржала у Варшави, главном граду Пољске.

## Представници
| Година | Извођач(и)       | Песма                  | Пласман          | Поени            |
| ------ | ---------------- | ---------------------- | ---------------- | ---------------- |
| 2020   | Susan            | "Stronger With You"    | 12               | 66               |
| 2021   | Pauline          | "Imagine Us"           | 17               | 61               |
| 2022   | Није учествовала | Није учествовала       | Није учествовала | Није учествовала |
| 2023   | Fia              | "Ohne Worte"           | 9                | 107              |
| 2024   | Bjarne           | "Save the Best For Us" | 11               | 71               |
| 2025   | Није учествовала | Није учествовала       | Није учествовала | Није учествовала |